# Beat Züger
Beat Züger (* 3. Juni 1961 in Lachen SZ; † 4. Juli 2023) war ein Schweizer Schachspieler mit dem FIDE-Titel Internationaler Meister.

## Leben
Beat Züger war der einzige Schachspieler, der alle nationalen Schweizer Titel gewinnen konnte: Juniorenmeisterschaft, Einzelmeisterschaft, Mannschaftsmeisterschaft, Mannschaftspokal und Coupe Suisse. Gemeinsam mit Claude Landenbergue war er Trainer der Schweizer Juniorennationalmannschaft.
Im Jahre 1978 wurde er Schweizer Juniorenmeister und gewann den Coupe Suisse. 1983 siegte er bei einem Jungmeisterturnier in Zug. Beim Meisterturnier des Schachfestivals Biel 1980 wurde er geteilter Erster. 1987 gewann er das Crédit Suisse World Mixed-Turnier in Biel. Die Schweizer Einzelmeisterschaft konnte er 1989 in Biel gewinnen.
Züger trug ab 1984 den Titel Internationaler Meister. Grossmeister-Normen erreichte er 1995 beim Credis-Grossmeisterturnier in Horgen, 1997 in der Schweizer Mannschaftsmeisterschaft und 2009 bei der Europameisterschaft in Budva. Der GM-Titel konnte ihm aber nicht verliehen werden, da er die erforderliche Elo-Zahl von mindestens 2500 nicht erreicht hatte.
Im Tages-Anzeiger hatte er eine Schach-Kolumne.
Beat Züger starb im Juli 2023 nach langer Krankheit im Alter von 62 Jahren.

## Nationalmannschaft

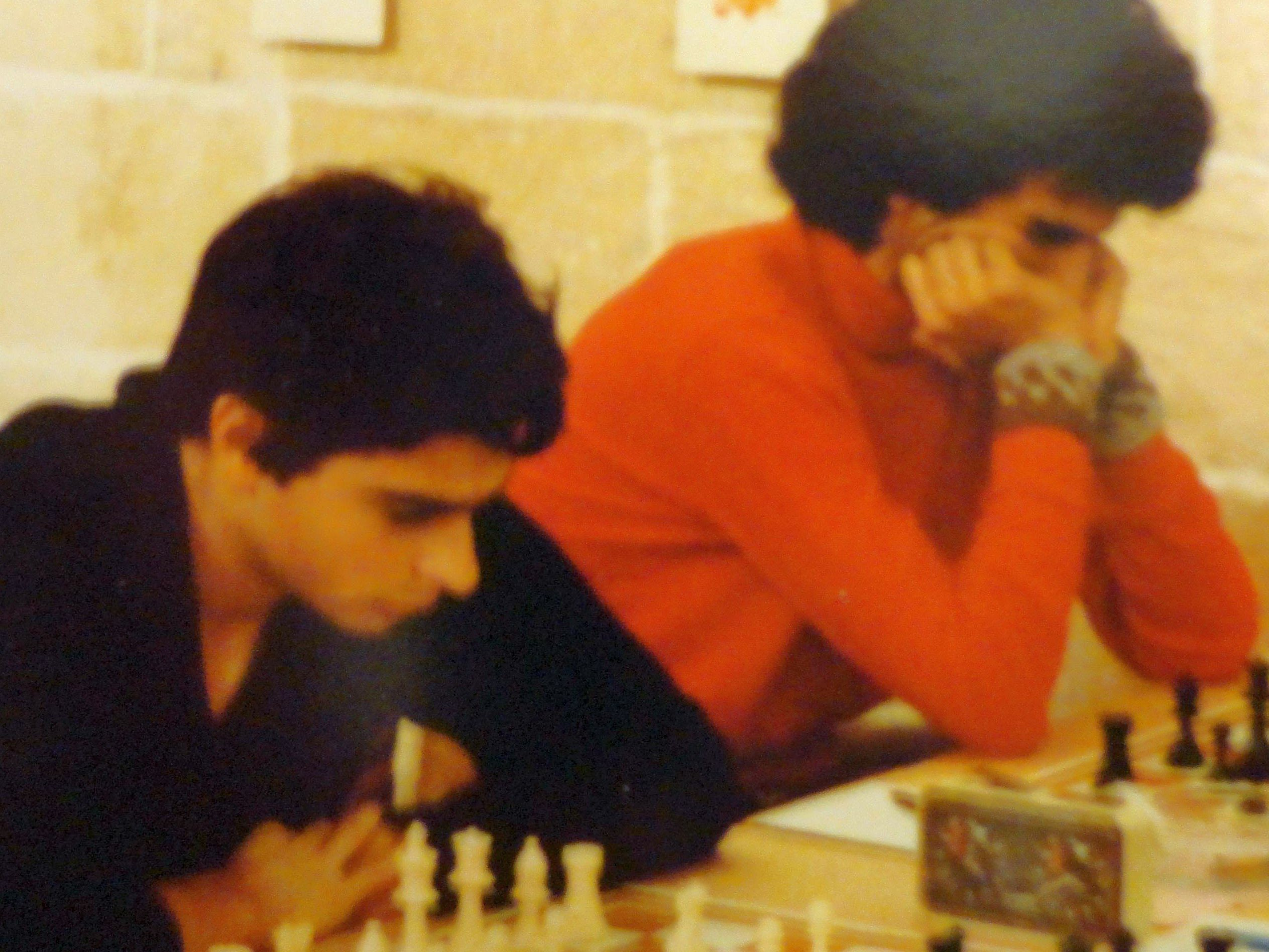
Beat Züger und Giancarlo Franzoni, Malta 1980

Für die Schweizer Nationalmannschaft nahm er zwischen 1981 und 2013 an 16 Mitropa Cups teil mit einem Ergebnis von 47 Punkten aus 101 Partien (+17 =60 −24), wobei er 1985 in Aranđelovac eine individuelle Goldmedaille für sein Ergebnis von 4 Punkten aus 6 Partien am zweiten Brett erhielt und mit der Mannschaft eine Silbermedaille (1985) und drei Bronzemedaillen (1981, 1988, 1993) gewann. Bei drei Mannschaftseuropameisterschaftsteilnahmen (1989, 1992 und 1997) betrug sein Gesamtergebnis 8 Punkte aus 20 Partien (+2 =12 −6). 1989 spielte er für die Schweiz bei der Mannschaftsweltmeisterschaft.
Bei seinen Teilnahmen an den Schacholympiaden 1980 in Valletta auf Malta, 1982 in Luzern, 1984, 1986, 1988, 1992, 1994, 1996, 1998 und 2006 erspielte er ein Ergebnis von 38 aus 78 (+20 =36 −22).

## Vereine
Die Schweizer Mannschaftsmeisterschaft gewann er 1978 und 1987 mit der Schachgesellschaft Zürich sowie 1991 mit dem Schachklub Luzern, für den er seit vielen Jahren in der Nationalliga A spielte. Den Schweizer Team-Cup gewann er 1995 mit Grischuna. In der Schweizer Bundesliga spielte er bis zur Saison 2011/12 für Nimzowitsch Zürich, in der Saison 2015/16 spielte er für den Meister SC Gonzen. 2007 gründete er in Siebnen den FHCC (Free Helvetic Chess Club). In Deutschland spielte er seit der Saison 2006/07 für den SC Schwegenheim (seit 2013 SG Speyer-Schwegenheim) in der 2. Bundesliga und Oberliga.